# Cacatua sulphurea
Il cacatua crestagialla (Cacatua sulphurea) è un uccello della famiglia delle Cacatuidae, di dimensioni leggermente minori rispetto agli altri cacatua congeneri e distinguibile per la cresta e le guance gialle. Il suo habitat comprende le Piccole Isole della Sonda, Sulawesi e Timor, compresa la zona di transizione di Wallace, nell'arcipelago malese. Si trova soprattutto nelle aree costiere ed evita le zone meno alberate. Lo si può trovare tuttavia nei sobborghi di alcune delle maggiori città dell'Australia settentrionale e orientale, come Sydney, Melbourne, Brisbane, e la specie è stata introdotta anche a Hong Kong, dove prospera.
Questa specie è considerata ora in "pericolo critico" dal momento che si stima siano rimasti 1500-7000 individui adulti in natura, ed è estinta in molte isole dell'areale originario. La causa principale è la cattura per la vendita come animali domestici, ma un altro fattore di rischio è la perdita delle foreste, non per le aree boscate in sé, poiché questo uccello preferisce zone aperte, quanto per la necessità di reperire alberi cavi adatti alla nidificazione. Sull'isola di Komodo questa specie è predata dai giovani Draghi di Komodo, che si arrampicano sugli alberi per raggiungere i cacatua, e questo rende ancora più precario lo stato di conservazione della specie.
Se ne conoscono quattro sottospecie:
- Cacatua sulphurea sulphurea
- Cacatua sulphurea citrinocristata
- Cacatua sulphurea parvula
- Cacatua sulphurea abbotti - gravemente a rischio di estinzione e presente solo nelle Isole Masalembu.

Altre tre sottospecie potrebbero essere riconosciute a breve.

## Diffusione in Europa
Un team di studiosi australiani e finlandesi ha notato che un esemplare di cacatua crestagialla figura nel trattato De arte venandi cum avibus (scritto 350 anni prima della scoperta dell'Australia) dell'imperatore del Sacro Romano Impero Federico II di Svevia (1194-1250), al foglio 18v vicino a un esemplare di airone.
I ricercatori dimostrarono che il pappagallo fu in un dono del sultano egiziano al-Malik al-Kamil a Federico II (tra i due c'era un forte legame di amicizia fatto di scambi di lettere, libri, oggetti e animali esotici provenienti da terre lontane). Secondo Heather Dalton, lo studioso che ha coordinato la ricerca, il Cacatua crestagialla poteva provenire dall'Australia settentrionale, dalla Papua Nuova Guinea o dalle isole al largo dell'Indonesia e dovette fare un viaggio di diversi anni, per raggiungere le coste della Sicilia (dove risiedeva Federico II) , passando attraverso il Cairo.
La scoperta retrodata inoltre di circa 200 anni le rappresentazioni di Cacatua nell’arte europeaː fino ad allora si pensava infatti che la prima apparizione di questo esotico pappagallo fosse in una tela del Mantegna, la Madonna della Vittoria (1469) oggi al Louvre di Parigi. I ricercatori fanno risalire invece le immagini presenti nel libro a un periodo compreso tra il 1241 ed il 1248.